# Florencjusz z Populonii
Florencjusz z Populonii (VI wiek) – święty katolicki, biskup.
Wspominany 15 maja biskup toskańskiej Populonii był poprzednikiem swego apologety, późniejszego świętego Cerboniusza.